# Calliandra mucugeana
Calliandra mucugeana là một loài thực vật có hoa trong họ Đậu. Loài này được Renvoize miêu tả khoa học đầu tiên.

## Hình ảnh

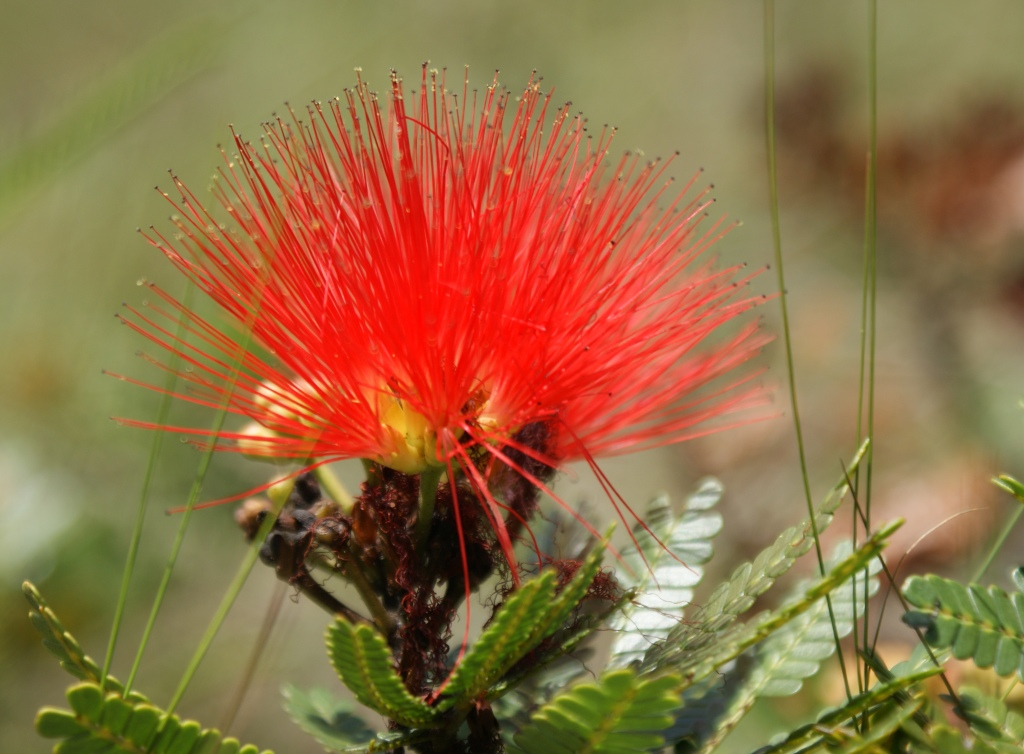
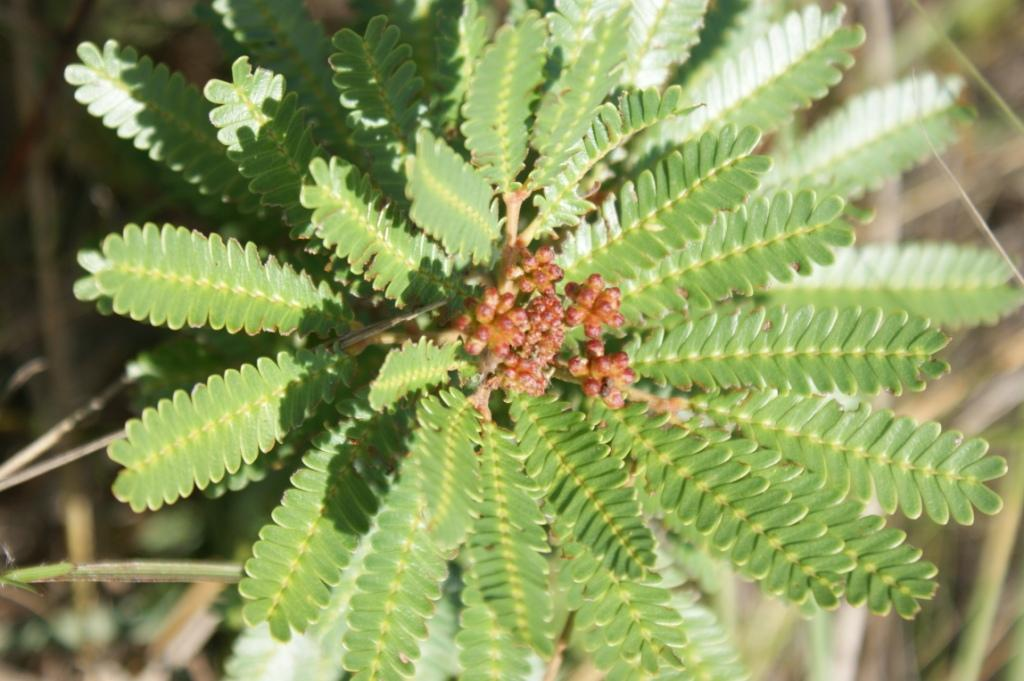